# Трпези
Трпези је насеље у општини Петњица у Црној Гори. Према попису из 2003. било је 773 становника (према попису из 1991. било је 1274 становника).

## Демографија
У насељу Трпези живи 547 пунолетних становника, а просечна старост становништва износи 33,8 година (33,5 код мушкараца и 34,1 код жена). У насељу има 184 домаћинства, а просечан број чланова по домаћинству је 4,20.
Ово насеље је углавном насељено Бошњацима (према попису из 2003. године), а у последња три пописа, примећен је пад у броју становника.
|  |

| Демографија | Демографија | Демографија |
| Година      | Становника  | Становника  |
| ----------- | ----------- | ----------- |
|             |             |             |
|             |             |             |
|             |             |             |
|             |             |             |
| 1948.       | 1.063       |             |
| 1953.       | 1.223       |             |
| 1961.       | 1.281       |             |
| 1971.       | 1.263       |             |
| 1981.       | 1.481       |             |
| 1991.       | 1.274       | 1.199       |
| 2003.       | 1.416       | 773         |
|             |             |             |

| Етнички састав према попису из 2003.‍ | Етнички састав према попису из 2003.‍ | Етнички састав према попису из 2003.‍ | Етнички састав према попису из 2003.‍ | Етнички састав према попису из 2003.‍ |
| ------------------------------------ | ------------------------------------ | ------------------------------------ | ------------------------------------ | ------------------------------------ |
|                                      |                                      |                                      |                                      |                                      |
| Бошњаци                              | Бошњаци                              |                                      | 613                                  | 79,30%                               |
| Муслимани                            | Муслимани                            |                                      | 137                                  | 17,72%                               |
| Црногорци                            | Црногорци                            |                                      | 10                                   | 1,29%                                |
| непознато                            | непознато                            |                                      | 4                                    | 0,51%                                |

| Година пописа     | 1948. | 1953. | 1961. | 1971. | 1981. | 1991. | 2003. |
| ----------------- | ----- | ----- | ----- | ----- | ----- | ----- | ----- |
| Број домаћинстава | 179   | 201   | 221   | 196   | 232   | 249   | 250   |

| Број чланова      | 1   | 2  | 3  | 4  | 5  | 6  | 7  | 8 | 9 | 10 и више | Просек |
| ----------------- | --- | -- | -- | -- | -- | -- | -- | - | - | --------- | ------ |
| Број домаћинстава | 184 | 12 | 42 | 22 | 26 | 30 | 31 | 9 | 5 | 4         | 3      |

| Пол    | Укупно | Неожењен/Неудата | Ожењен/Удата | Удовац/Удовица | Разведен/Разведена | Непознато |
| ------ | ------ | ---------------- | ------------ | -------------- | ------------------ | --------- |
| Мушки  | 280    | 91               | 171          | 16             | 2                  | 0         |
| Женски | 299    | 79               | 176          | 42             | 1                  | 1         |
| УКУПНО | 579    | 170              | 347          | 58             | 3                  | 1         |

| Пол    | Укупно                    | Пољопривреда, лов и шумарство | Рибарство                            | Вађење руде и камена | Прерађивачка индустрија       |
| ------ | ------------------------- | ----------------------------- | ------------------------------------ | -------------------- | ----------------------------- |
| Мушки  | 71                        | 26                            | 0                                    | 1                    | 10                            |
| Женски | 16                        | 4                             | 0                                    | 0                    | 7                             |
| УКУПНО | 87                        | 30                            | 0                                    | 1                    | 17                            |
| Пол    | Производња и снабдевање   | Грађевинарство                | Трговина                             | Хотели и ресторани   | Саобраћај, складиштење и везе |
| Мушки  | 2                         | 5                             | 3                                    | 0                    | 10                            |
| Женски | 0                         | 0                             | 1                                    | 0                    | 1                             |
| УКУПНО | 2                         | 5                             | 4                                    | 0                    | 11                            |
| Пол    | Финансијско посредовање   | Некретнине                    | Државна управа и одбрана             | Образовање           | Здравствени и социјални рад   |
| Мушки  | 0                         | 0                             | 5                                    | 5                    | 0                             |
| Женски | 0                         | 0                             | 0                                    | 2                    | 1                             |
| УКУПНО | 0                         | 0                             | 5                                    | 7                    | 1                             |
| Пол    | Остале услужне активности | Приватна домаћинства          | Екстериторијалне организације и тела | Непознато            | Непознато                     |
| Мушки  | 1                         | 0                             | 0                                    | 3                    | 3                             |
| Женски | 0                         | 0                             | 0                                    | 0                    | 0                             |
| УКУПНО | 1                         | 0                             | 0                                    | 3                    | 3                             |